# Stefan Schumacher
Stefan Schumacher (Ostfildern-Ruit, Baden-Wurtemberg, Alemania, 21 de julio de 1981) es un ciclista alemán.
Hizo su debut profesional en 2002 en el equipo alemán Deutsche Telekom. Desde 2006 hasta su sanción por dopaje en 2009 corrió para el Gerolsteiner. 

## Biografía

### 2002-2005: los primeros años profesionales

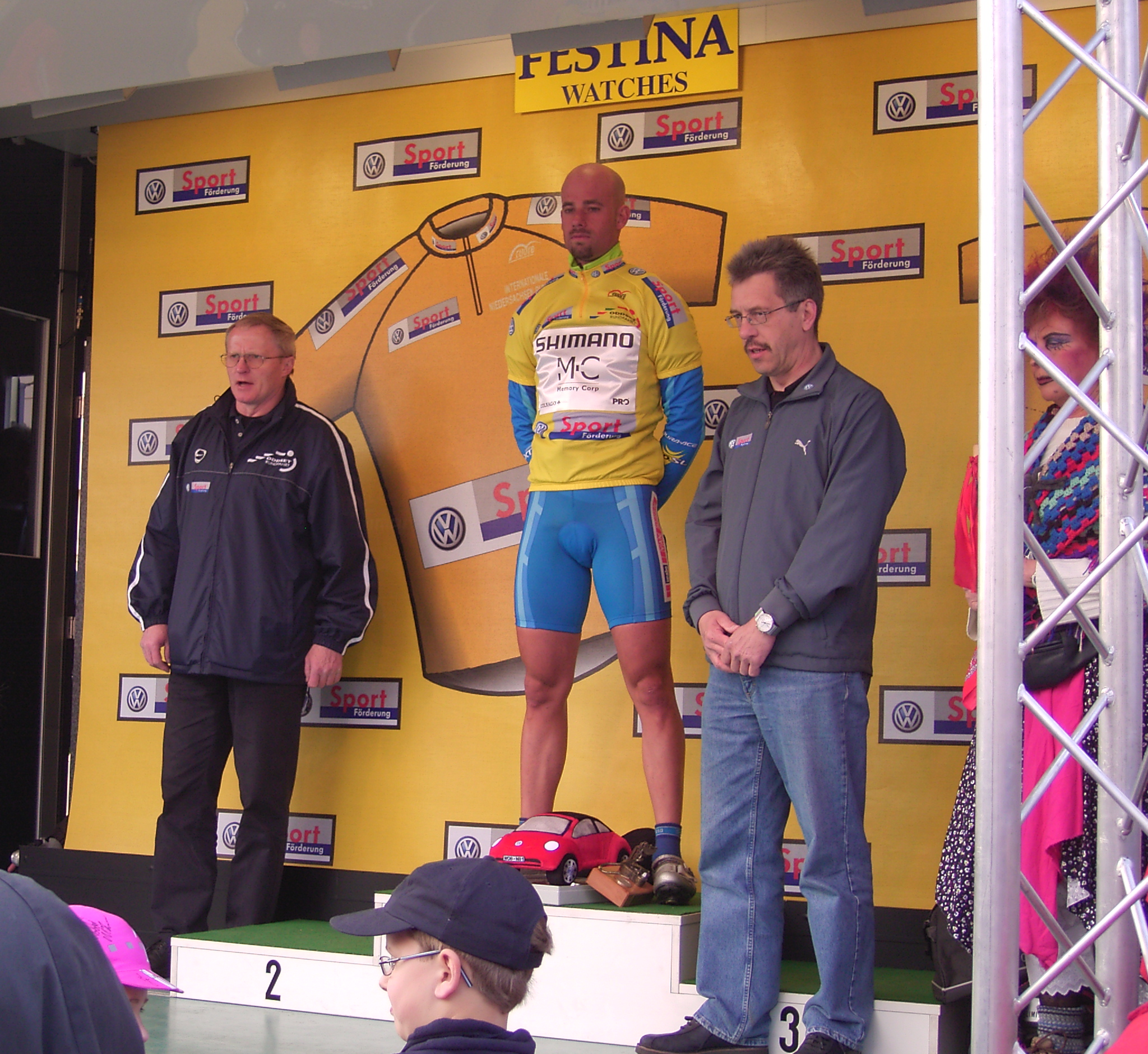
Schumacher 2005 en Sankt Andreasberg (Alemania)

Stefan Schumacher comenzó su carrera profesional en 2002 en el equipo Team Telekom. Durante su primera temporada, es el mejor joven de la Vuelta a la Baja Sajonia. Al final de la temporada 2003, no había confirmado su contrato y no fue renovado por lo que se comprometió para el año siguiente con el equipo de tercera división Team Lamonta, acompañado por su compañero David Kopp. 
Schumacher gana en mayo de 2004 su primera victoria profesional, una etapa del Tour de Baviera. Consigue además dos segundos lugares de importancia, el campeonato alemán detrás de Andreas Klöden y el Tour de Hesse por detrás de Sebastian Lang, y una segunda victoria en Druivenkoers Overijse. Gracias a estos buenos resultados, fue seleccionado en el equipo nacional para el Campeonato del Mundo en Verona, con el líder Erik Zabel. En diciembre, se incorporó al equipo profesional continental Shimano. 
La primavera de 2005 es para Schumacher un trimestre de revelación. Sus victorias en la Ster Elektrotoer, la Vuelta a la Baja Sajonia y la Vuelta a Renania-Palatinado, y muchos lugares de honor le permitió terminar en el tercer lugar de la primera edición del UCI Europe Tour Ranking. Sin embargo, es pillado en un control antidopaje, dando positivo por catina durante la Vuelta a Renania-Palatinado. Finalmente fue absuelto en septiembre después de haber demostrado que la sustancia provino de un medicamento prescrito por su madre, para tratar su alergia al polen. A pesar de un verano sin competición, por su ejecución en la primavera le permió firmar en noviembre un contrato de tres años con el equipo alemán Gerolsteiner, donde se unió a sus compañeros en otros equipos Volker Ordowski y Matthias Russ.

### 2006: en el equipo Gerolsteiner

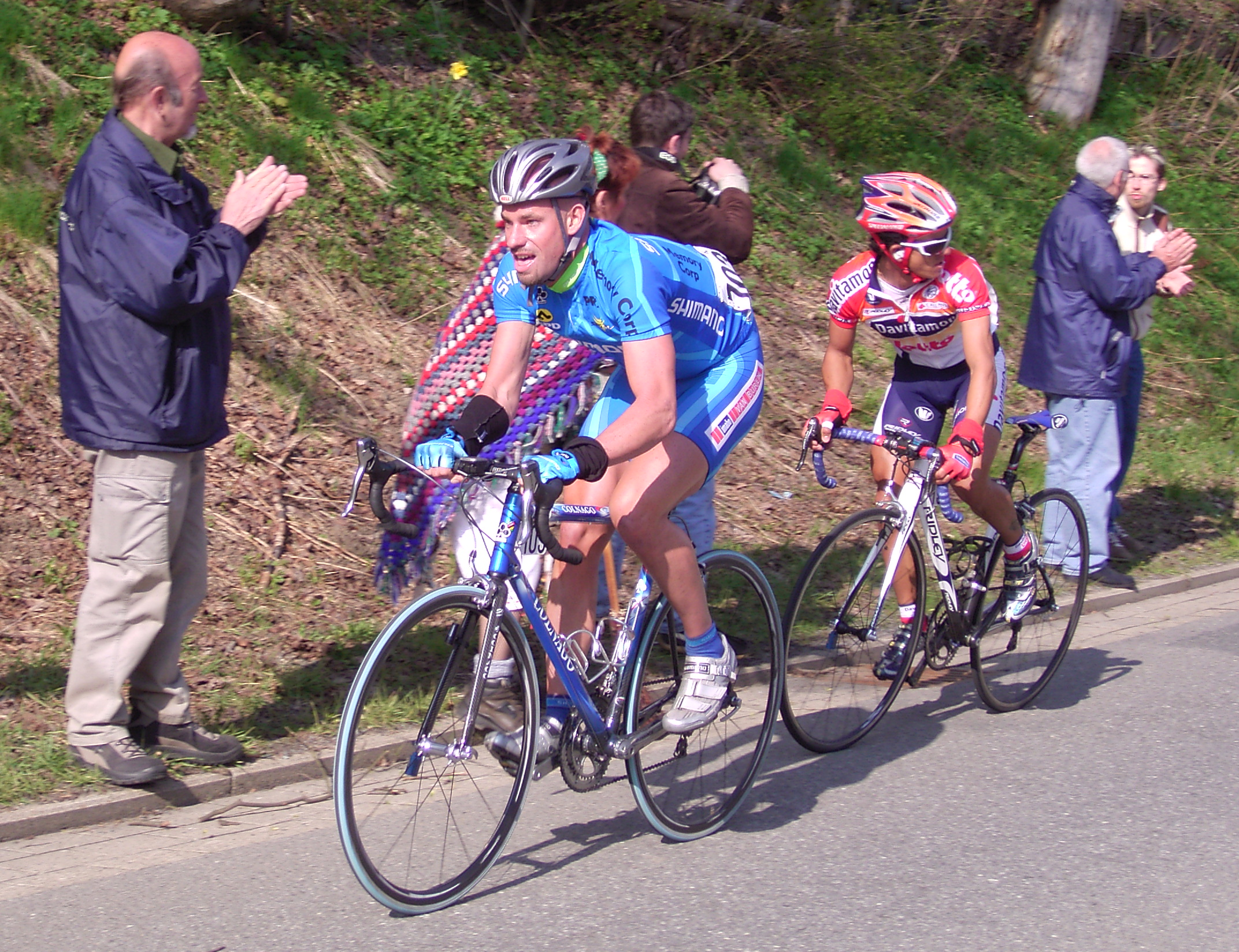
Stefan Schumacher.

Stefan Schumacher, se convirtió rápidamente en uno de los principales elementos de su nuevo equipo. En marzo, se mezcló con los sprints en la París-Niza. Al mes siguiente, ganó el Circuito de la Sarthe y luego hizo noveno en la Amstel Gold Race. El Giro de Italia le ofreció una primera participación en una gran vuelta. Gana la cuarta etapa contra el reloj y captura la maglia rosa, se mantuvo dos días. Un retroceso en las etapas de montaña, no hizo posible mantenerse en lo más alto, pero consiguió un segundo éxito en la decimoctava etapa al ganarla. Después de una victoria de etapa en Sajonia en julio, participó en la Vuelta a Alemania, donde tomó parte en los sprints, mientras que su líder Levi Leipheimer tomó el segundo lugar de la clasificación final. 
Dos semanas más tarde, se suma a los ganadores del Tour del Benelux. Gana el prólogo por un segundo por delante de George Hincapie, abandonó el jersey de líder de la noche a la mañana en beneficio de Tom Boonen. Al final de la contra reloj en la cuarta etapa, es segundo en la clasificación general con tres segundos por detrás George Hincapie. El resultado final sigue siendo incierto hasta la última etapa. Situado en frente a la caza de Philippe Gilbert, Schumacher hace un extraño en la bicicleta y gira a la derecha para evitar los brazos de un espectador provocando la caída de George Hincapie al golpearle en su rueda. Consiguió el tercer lugar en la etapa y ganó el evento con un segundo por delante de George Hincapie. 
En septiembre, Stefan Schumacher gana su segunda vuelta en la carrera ProTour, el Tour de Polonia. Al final de esa temporada, se clasificó décimo del ProTour, por delante de los líderes del Gerolsteiner Levi Leipheimer y Davide Rebellin.

### 2007: Amstel Gold Race y Campeonato del Mundo

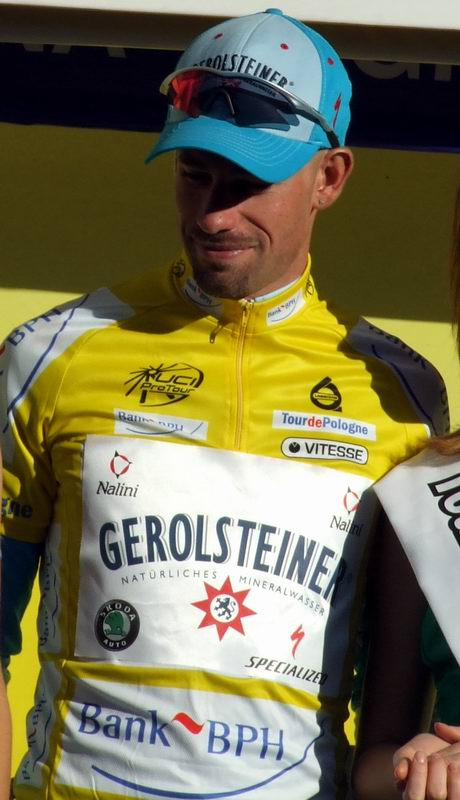
Stefan Schumacher en el Tour de Polonia.

En su segunda temporada comienza en mejor estado de forma. En marzo gana la etapa contra el reloj de la Tirreno-Adriático por delante de su compatriota Andreas Klöden y completa la prueba al pie del podio. Luego termina 16.º en la Milán-San Remo. Al mes siguiente, se cae durante la Vuelta al País Vasco. Su lesión, lo que requiere doce puntos de sutura, le mantiene cuatro días sin poder hacer nada. A pesar de este contratiempo, realizará la semana siguiente el mejor rendimiento de su carrera. 
En la Amstel Gold Race, cruzó solo la línea de meta en la parte superior del Cauberg. El éxito es completo para Gerolsteiner, pues Davide Rebellin, segundo, vendría 21 segundos después. Esta primera victoria en un clásico hace, por tanto, que Schumacher sea uno de los favoritos al Campeonato del Mundo celebrado en octubre en Stuttgart, que constituyen su principal objetivo de la temporada. 
Su primera gran cita, tendrá lugar en junio, ya que Stefan Schumacher debe participar en su primer Tour de Francia. En su preparación durante los meses de junio, gana en el Tour de Baviera donde hizo una buena contra reloj, pero decepcionado por la montaña. El primer Tour de Francia es un fracaso. Después de un mal prólogo (38.º), corresponde en la quinta etapa, en la que solicita la victoria. Terminó octavo en el sprint final. La primera etapa de montaña, que llegaba en el Grand Bornand pone fin a sus esperanzas incluida la clasificación general: ocho minutos por detrás del ganador del día Linus Gerdemann. Al día siguiente, se escapó y cruzó las dos primeras dificultades montañosas entre un grupo de escapados y, a continuación, comenzó a servir a su compañero, el escalador austriaco Bernhard Kohl, antes de dejarse ir en el puerto de Cormet de Roselend. Después de un decimoquinto lugar en la etapa cronometrada, completó el Tour en 87.ª posición en la clasificación general. 
La preparación de Schumacher para el Mundial de Stuttgart pasa, como el campeón defensor del título Paolo Bettini por la Vuelta a España. Hace una buena contra reloj y, a continuación, en la decimocuarta etapa, forma parte en la escapada de un grupo de once corredores que llegan a Villacarrillo con diez minutos por delante del resto, pero ocupa el tercer lugar.
Estos Campeonatos del Mundo son de particular importancia para Schumacher, ya que se celebran en Stuttgart, a veinte kilómetros de su lugar de residencia. La prueba en línea se juega en la última vuelta. Fabian Wegmann, compañero de equipo, tanto a escala nacional como en el equipo Gerolsteiner, funciona eficazmente como en la Amstel Gold Race y trae el grupo del líder a Davide Rebellin y Alexandr Kolobnev. Schumacher se las arregla para encajar en el grupo de cinco corredores que se destaca para conseguir la victoria en el sprint. Nadie consigue resistir a Paolo Bettini. Schumacher tuvo la medalla de bronce detrás de Aleksandr Kolobnev.

### Fin de 2007: las controversias

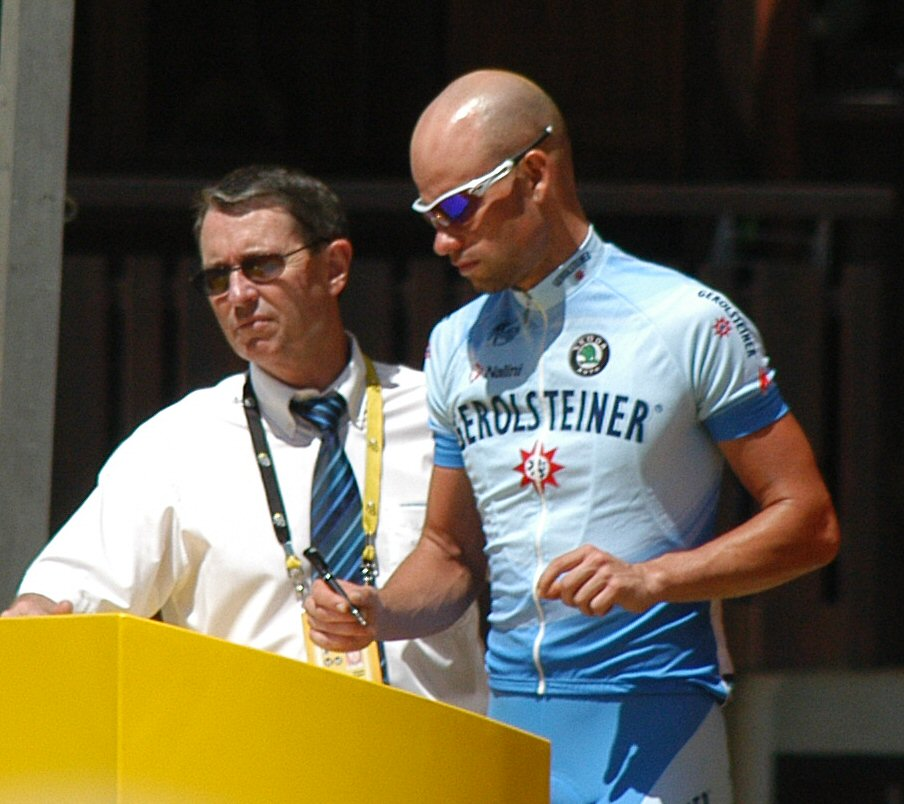
Stefan Schumacher.

Unos pocos días después del éxito de Stuttgart, la Federación de Ciclismo alemana anunció que durante un control antidopaje realizado por la Agencia nacional de la lucha contra el dopaje alemán (cinco días antes del campeonato) Stefan Schumacher presentó diversas irregularidades en la configuración de sangre, incluyendo un hematocrito superior al 50%. La investigación adicional requerida por el ciclista han demostrado que las anomalías se deben a la deshidratación causada por la diarrea que sufrió en ese momento. Aunque blanqueada de toda sospecha de dopaje por su federación y la Unión Internacional de Ciclismo, su caso no es corto de causar una conmoción en Alemania, unos meses después de las confesiones de varios exciclistas del Team Telekom.
Coincidiendo con esta controversia, Stefan Schumacher causa un accidente de tráfico, durante el cual se incrusta en un jardín vallado. El control policial se produjo cuando, después de una noche en la discoteca, se destaca un nivel de alcohol en sangre de 0,07%, el tabloide Bild se refiriere también al consumo de estupefacientes. En enero de 2008, Schumacher revela que los rastros de anfetaminas se encuentra realmente en su cuerpo cuando la prueba de sangre son llevadas a cabo por la policía afirmando ignorar la forma en que esos productos pueden encontrarse en su sangre, no obstante, el consumo de anfetaminas fuera de los períodos de competición no se considera dopaje en la práctica.

### 2008: sancionado por dopaje
La primera gran carrera de la temporada 2008 es la París-Niza. Toma el tercer lugar en el prólogo que ganó Thor Hushovd, mientras que Rebellin conseguiría la clasificación final. 
Durante el Tour de Francia gana la 4.ª etapa contra el reloj. Esta victoria le permite tomar el liderazgo de la carrera y, por tanto, tener el maillot amarillo. También ganó la 20.ª etapa por delante del especialista Fabian Cancellara.
El 6 de octubre de 2008 se hizo público que el ciclista había dado positivo positivo por CERA (EPO de última generación) en uno de los controles realizados durante el Tour. Tanto las 2 etapas como su posición en la general le fueron desposeídos, pasando la etapa 4 a Kim Kirchen y la 20 a Fabian Cancellara.

### 2010: Modesta reaparición
Una vez finalizada su sanción de dos años, se enroló en el modesto equipo Miche, a mediados de 2010, año que concluyó sin victorias ni puestos destacados.
En la temporada 2011, estrenó su casillero de victorias en la Vuelta a Asturias 2011, en concreto en la primera etapa, con final en Gijón, donde se impuso a su compañero de equipo Tino Zaballa.

### 2012
En 2012 fichó por el Christina Watches-Onfone de Dinamarca, donde se encontraban entre otros Michael Rasmussen y Angelo Furlan. En junio ganó la Vuelta a Serbia, después de 5 años sin victorias generales en vueltas desde que venciera en la Vuelta a Baviera 2007. En septiembre participó de los dos Tour de China que se compitieron, siendo 2.º en el Tour de China I y ganando el Tour de China II.

### 2013: confesión de dopaje
En 2013 confesó haberse dopado desde que se inició como profesional en 2002. Entre las sustancias que reconoció haber consumido se encuentran EPO, hormona del crecimiento y cortisona. Afirmó que la etapa en la que hizo un uso más intensivo de este tipo de productos fue durante su estancia en el Gerolsteiner, equipo al que acusó de dopaje organizado mediante un suministro sin control de medicamentos y prescripciones médicas falsas.

## Palmarés
| 2004 - 1 etapa de la Vuelta a Baviera - Druivenkoers Overijse - 2.º en el Campeonato de Alemania en Ruta 2005 - Vuelta a la Baja Sajonia - Vuelta a Renania-Palatinado, más 4 etapas - Ster Elektrotoer 2006 - Circuito de la Sarthe - 2 etapas del Giro de Italia - 1 etapa del Sachsen-Tour - Tour del Benelux, más 1 etapa - Tour de Polonia, más 2 etapas 2007 - 1 etapa de la Tirreno-Adriático - Amstel Gold Race - Vuelta a Baviera, más 1 etapa - 3.º en el Campeonato Mundial en Ruta 2008 - 1 etapa de la Vuelta a Baviera - 2.º en el Campeonato de Alemania Contrarreloj | 2011 - 2 etapas de la Vuelta a Asturias - 1 etapa del Tour de Azerbaiyán 2012 - Vuelta a Serbia, más 1 etapa - Tour de China II, más 2 etapas - 2.º en el UCI Asia Tour 2013 - 1 etapa del Tour de Argelia - 3.º en el Campeonato de Alemania Contrarreloj - 1 etapa del Tour de Sibiu 2014 - 1 etapa del Szlakiem Grodów Piastowskich - 1 etapa del Tour de Beauce 2015 - 3.º en el Campeonato de Alemania Contrarreloj 2016 - Vuelta a Marruecos |

## Resultados en Grandes Vueltas y Campeonatos del Mundo
| Carrera         | 2002 | 2003 | 2004 | 2005 | 2006 | 2007 | 2008 | 2009 | 2010 | 2011 | 2012 | 2013 | 2014 | 2015 | 2016 | 2017 |
| --------------- | ---- | ---- | ---- | ---- | ---- | ---- | ---- | ---- | ---- | ---- | ---- | ---- | ---- | ---- | ---- | ---- |
| Giro de Italia  | -    | -    | -    | -    | 76.º | -    | -    | -    | -    | -    | -    | -    | -    | -    | -    | -    |
| Tour de Francia | -    | -    | -    | -    | -    | 87.º | 24.º | -    | -    | -    | -    | -    | -    | -    | -    | -    |
| Vuelta a España | -    | -    | -    | -    | -    | Ab.  | Ab.  | -    | -    | -    | -    | -    | -    | -    | -    | -    |
| Mundial en Ruta | -    | -    | Ab.  | -    | 21.º | 3.º  | 47.º | -    | -    | -    | -    | -    | -    | -    | -    | -    |

-: no participa
Ab.: abandono

## Equipos
- Team Telekom (2002-2003)
- Team Lamonta (2004)
- Shimano Memory Corp (2005)
- Gerolsteiner (2006-2008)
- Miche (2010[4] -2011)
- Christina Watches (2012-2014)
- CCC Sprandi Polkowice (2015)
- Christina Jewelry (2016)
- Kuwait-Cartucho.es (2017)